# 紀元前158年
紀元前158年（きげんぜん158ねん）は、ローマ暦の年である。

## 他の紀年法
- 干支 : 癸未
- 日本
  - 孝元天皇57年
  - 皇紀503年
- 中国
  - 前漢 : 文帝後元6年
- 朝鮮
  - 檀紀2176年
- 仏滅紀元 : 387年
- ユダヤ暦 : 3603年 - 3604年

## できごと

### 小アジア
- ローマ帝国の要請で、カッパドキアの王アリアラテスは、姉妹と結婚して欲しいというセレウコス朝の王デメトリオス1世の提案を拒絶した。これに対して、セレウコス朝の軍はカッパドキアを攻撃し、カッパドキアの王位からアリアラテス5世を追放した。デメトリオス1世はその後、アリアラテス4世の息子と考えられているオロフェルネスを代わりに王位に就けた。アリアラテス5世はローマに逃れた。
- ペルガモン王国の王アッタロス1世の次男アッタロス2世は兄のエウメネス2世の死去に伴って王位に就いた。

## 誕生
- プブリウス・ルティリウス・ルフス - ローマ帝国の執政官、政治家、雄弁家、歴史家（紀元前78年没）

## 死去
- エウメネス2世 - アッタロス朝ペルガモン王国の王